# Sciapus gravipes
Sciapus gravipes är en tvåvingeart som beskrevs av Becker 1922. Sciapus gravipes ingår i släktet Sciapus och familjen styltflugor. Inga underarter finns listade i Catalogue of Life.